# Donald M. Campbell

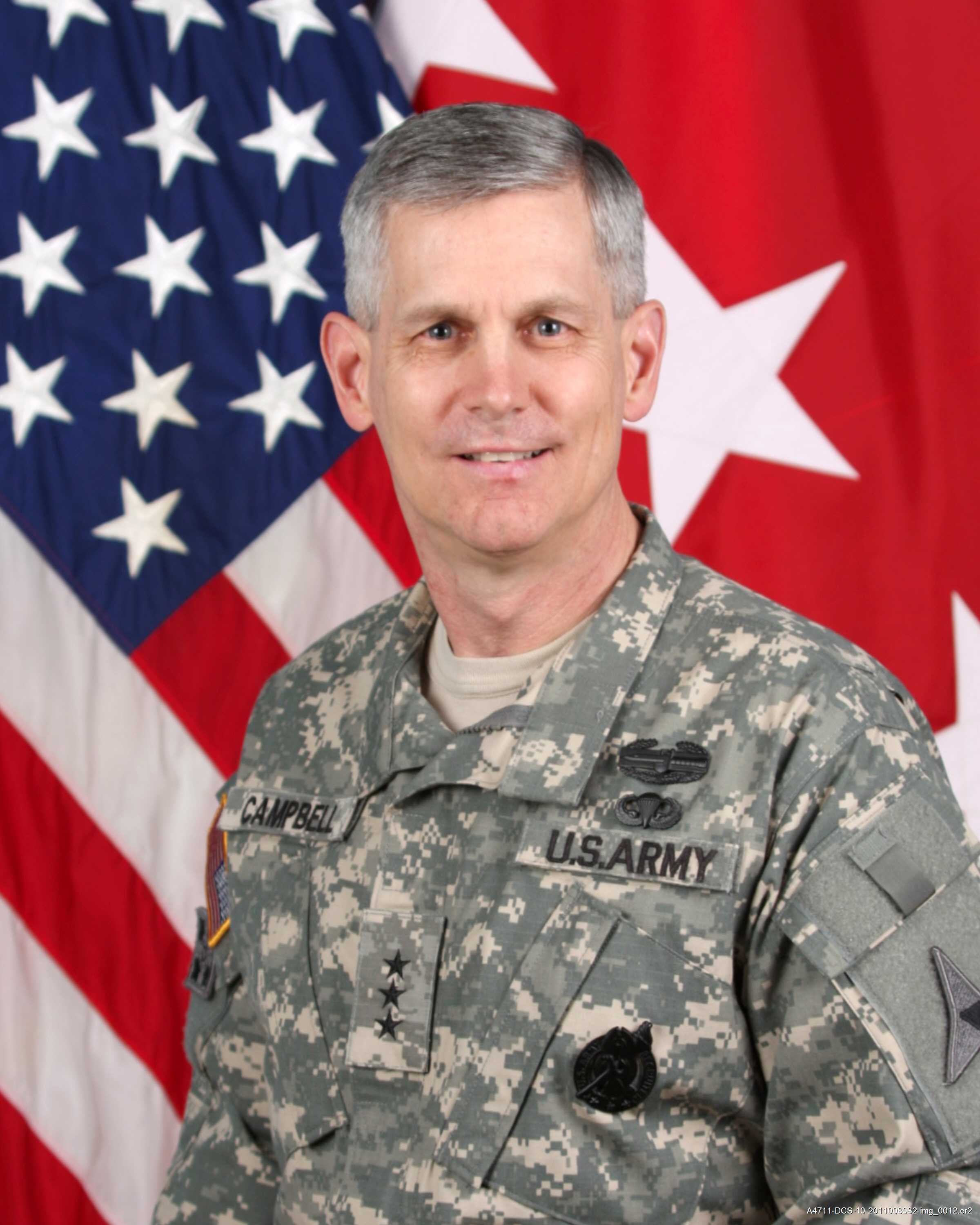
Donald M. Campbell, Jr.

Donald M. Campbell, Jr. (* 3. Januar 1955) ist ein pensionierter Generalleutnant der United States Army (USA) und war vom 1. Dezember 2012 bis zum 5. November 2014 Kommandierender General der US Army Europe (USAREUR). In dieser Funktion löste er Mark Hertling ab. Er wurde 2014 in dieser Funktion von Ben Hodges abgelöst.
Donald M. Campbell studierte an der Kansas State University. Er belegte mehrere Offiziersausbildungskurse und später absolvierte er auch das United States Army War College. Er entschied sich für eine Laufbahn in der US-Army und wurde im Mai 1978 Leutnant einer in Fort Riley stationierten Panzereinheit (2nd Battalion, 63rd Armor). In den folgenden Jahrzehnten durchlief er in der Armee alle Offiziersränge bis zum Drei-Sterne General (Generalleutnant). In den 1980er Jahren war er mehrfach in Deutschland stationiert. Darunter an den Standorten in Bad Kreuznach und Mainz. Er gehörte unter anderem dem Stab der  8th Infantry Division (Bad Kreuznach) an. Im Jahr 1987 kehrte er in die Vereinigten Staaten zurück, wo er in Alexandria (Virginia) in der militärischen Personalverwaltung tätig war. Anschließend studierte er bis 1991 am Command and General Staff College in Fort Leavenworth. Es folgten militärische Tätigkeiten vor allem bei in den USA stationierten Einheiten. Ende der 1990er Jahre war er Stabsoffizier im NATO-Hauptquartier in Belgien. Im Juni 2001 übernahm er das Kommando über die 1. Brigade der  4th Infanterie Division, mit der er im Irakkrieg eingesetzt war. Danach war er bis Juni 2004 Stabschef der 4. Infanterie Division. Zwischen Juli 2004 und Mai 2005 war er Stellvertretender Kommandeur des U.S. Army Recruiting Command (West). Im Jahr 2006 wurde er Stabschef des V Corps und danach Stellvertretender Kommandeur des  I Corps. Dann war er Kommandierender General des U.S. Army Armor Center. Im Mai 2009 wurde er Kommandeur des U.S. Army Recruiting Command. Zwischen 2011 und 2012 kommandierte er das in Fort Hood in Texas stationierte  III Corps. Sein letztes Kommando erhielt er im Jahr 2012 mit dem Oberbefehl über den Großverband United States Army Europe. Er war der erste Kommandeur dieser Einheit, der sein Hauptquartier nicht mehr in Heidelberg, wie das seit vielen Jahrzehnten üblich war, sondern in Wiesbaden hatte. Nach seiner Pensionierung zog der General mit seiner Frau nach North Carolina, wo er in seinem Anwesen seinen Ruhestand verbringt.    

## Orden und Auszeichnungen
- Parachutist badge
- Combat Action Badge
- Uniform Service Recruiter Badges
- Army Distinguished Service Medal
- Legion of Merit
- Bronze Star Medal
- Defense Meritorious Service Medal
- Meritorious Service Medal
- Army Commendation Medal
- Army Achievement Medal